# Gumpenweiler (Walkertshofen)
Gumpenweiler ist ein Gemeindeteil der Gemeinde Walkertshofen im Landkreis Augsburg im bayerischen Regierungsbezirk Schwaben.
Das Dorf liegt nordwestlich des Hauptortes Walkertshofen. Östlich des Ortes verläuft die Staatsstraße 2016 und fließt die Neufnach.

## Bauwerke

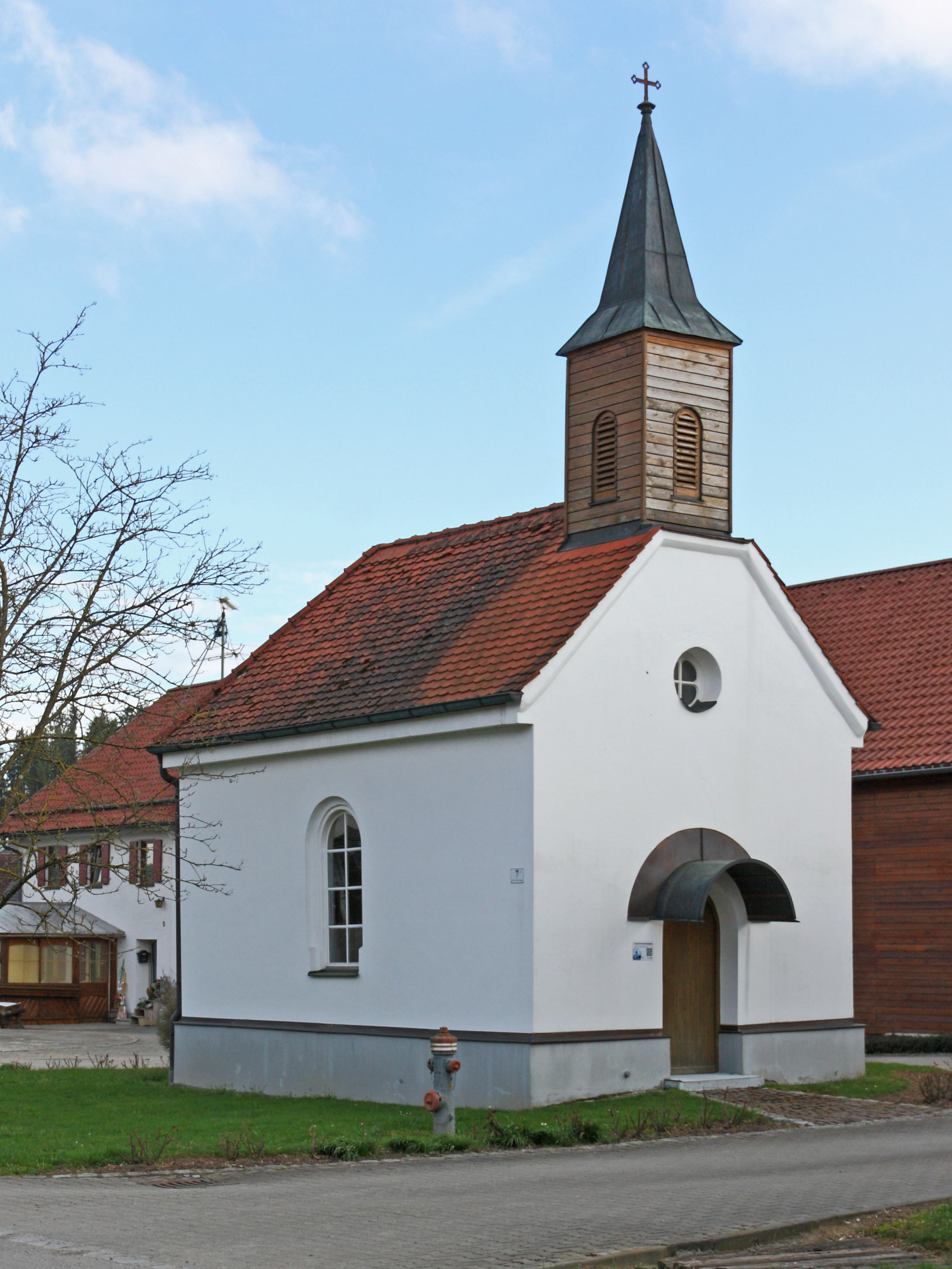
Kapelle Unsere Liebe Frau (2018)

In der Liste der Baudenkmäler in Walkertshofen sind für Gumpenweiler zwei Baudenkmale aufgeführt, darunter:
- Die 1837 erbaute katholische Kapelle Unsere Liebe Frau ist ein Rechteckbau mit dreiseitigem Chorschluss. Der Dachreiter trägt ein Pyramidendach.